# Carlo di Gheldria
Carlo di Egmond, in francese: Charles de Gueldre (Grave, 9 novembre 1467 – Arnhem, 30 giugno 1538) fu duca di Gheldria e Conte di Zutphen, dal 1492 fino alla sua morte.

## Origine
Secondo lo storico e genealogista francese, Pierre de Guibours, detto Père Anselme de Sainte-Marie o più brevemente Père Anselme, nel suoHistoire généalogique et chronologique de la maison royale de France, Carlo era l'unico figlio maschio del duca di Gheldria e Conte di Zutphen, Adolfo di Egmond e della moglie, Caterina di Borbone-Clermont, che sia secondo Père Anselme, che secondo lo scrittore e uomo politico, originario del borbonese, Simon de Coiffier de Moret, nel suo Histoire du Bourbonnais et des Bourbons qui l'ont possédé, Volume 1, era figlia femmina quartogenita del quinto duca di Borbone, il quarto duca d'Alvernia, Conte di Clermont e conte di Forez, Carlo I e della moglie, Agnese di Borgogna.

Adolfo di Egmond era figlio maschio secondogenito del duca di Gheldria e Conte di Zutphen, Arnoldo di Egmond e di Caterina di Kleve (1417 † 1479), figlia del primo Duca di Kleve, Adolfo I e di Maria di Borgogna, figlia del duca di Borgogna, Giovanni Senza Paura e di Margherita di Baviera.

## Biografia
Suo padre, Adoldo, con l'appoggio del duca di Borgogna, Filippo il Buono, che era anche suo prozio, nel 1465, rovesciò, imprigionò e sostituì, come duca di Gheldria, suo padre (il nonno di Carlo), Arnoldo di Egmond, come ci viene riportato dal Clivia, Julia, Montia, Marchia, Ravensburgia, antiquae. 
Filippo il Buono morì nel 1467 e gli succedette Carlo il Temerario, che, dopo il fallimento dei negoziati, imprigionò suo padre, Adolfo e, nel 1471, suo nonno, Arnoldo, fu nuovamente riconosciuto duca di Gheldria.
Contro i consigli delle città, Arnoldo, mantenendo il vitalizio, cedette a Carlo il ducato di Gheldria in cambio di 300.000 fiorini renani. 
Alla morte di Arnoldo, nel 1473, Carlo il Temerario, nuovo duca, prese possesso del ducato di Gheldria.
Dopo la morte di Carlo il Temerario, nel 1477, suo padre, Adolfo fu liberato e, con le armi si riconquistò il ducato, e trovò la morte, a Tournai, trafitto da una lancia, in una battaglia per la difesa del ducato; il ducato andò allora alla figlia di Carlo il Temerario, Maria di Borgogna.
Carlo, ancora un bambino, orfano di entrambi i genitori, fu allevato alla corte di Maria di Borgogna e da giovane fu al seguito del marito di Maria, Massimiliano I d'Asburgo, futuro Imperatore del Sacro Romano Impero, nella guerra contro il regno di Francia: nel 1484 fu agli assedi d'Ath e d'Oudenaarde, nel 1487, fu fatto prigioniero dai francesi a Béthune e fu rilasciato nel 1492.
In Gheldria, dove gli Egmond non erano stati dimenticati, si riuscì a mettere insieme la somma del riscatto per cui, Carlo riottenne la libertà.
Carlo, ottenuta la libertà, rientrò nel suo ducato ed iniziò una lotta, per il ducato di Gheldria, contro gli Asburgo, prima Massimiliano, poi il figlio, Filippo ed infine il nipote, l'imperatore, Carlo V; alternando momenti positivi ad altri negativi, Carlo riuscì a difendere i suoi domini sino a giungere al trattato di Gorinchem, del 20 Ottobre 1528, in cui Carlo V riconobbe Carlo di Egmond Duca di Gheldria, che si riconosceva vassallo dell'imperatore, e, alla sua morte senza eredi legittimi, Carlo V gli sarebbe succeduto.
Le ostilità ripresero nel 1536 e la pace fu ristabilita, col trattato di Grave.
Carlo di Egmond morì, ad Arnhem, il 30 giugno 1538 e fu sepolto nella chiesa dedicata a Sant'Eusebio a Arnhem. Essendo morto senza discendenza, a Carlo succedette Guglielmo di Jülich-Kleve-Berg, un suo cugino discendente da Adolfo I di Kleve.

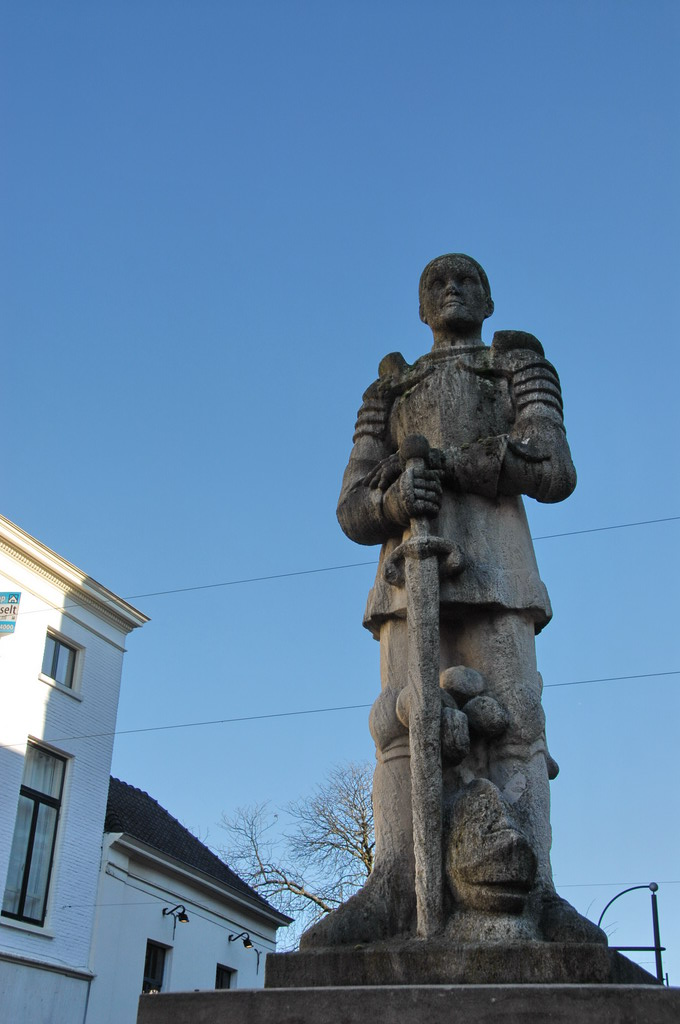
Statua di Carlo a Arnhem.

## Matrimonio e discendenza
Carlo, nel 1518, a Celle, aveva sposato la principessa Elisabetta, figlia del principe Enrico I di Brunswick-Lüneburg e di Margherita di Sassonia.
Carlo da Elisabetta non ebbe discendenza.
Da una o due amanti di cui non si conoscono né il nome né gli ascendenti, Carlo ebbe due figli illegittimi.

## Ascendenza
|                               |                                 |                                   | Genitori                                |  |  | Nonni |  |  | Bisnonni                          |  |  | Trisnonni                        |  |
|                               |                                 |                                   |                                         |  |  |       |  |  | 8. Giovanni II, signore di Egmond |  |  | 16. Arnoldo I, signore di Egmond |  |
|                               |                                 |                                   |                                         |  |  |       |  |  | 8. Giovanni II, signore di Egmond |  |  | 16. Arnoldo I, signore di Egmond |  |
|                               |                                 | 17. Jolanda di Leiningen-Dagsburg |                                         |  |  |       |  |  | 8. Giovanni II, signore di Egmond |  |  |                                  |  |
| 4. Arnoldo, duca di Gheldria  |                                 |                                   |                                         |  |  |       |  |  | 8. Giovanni II, signore di Egmond |  |  |                                  |  |
|                               |                                 | 9. Maria di Arkel                 | 18. Giovanni V, signore di Arkel        |  |  |       |  |  |                                   |  |  |                                  |  |
|                               |                                 | 9. Maria di Arkel                 | 18. Giovanni V, signore di Arkel        |  |  |       |  |  |                                   |  |  |                                  |  |
|                               |                                 | 9. Maria di Arkel                 | 19. Giovanna di Jülich                  |  |  |       |  |  |                                   |  |  |                                  |  |
| 2. Adolfo, duca di Gheldria   |                                 | 9. Maria di Arkel                 |                                         |  |  |       |  |  |                                   |  |  |                                  |  |
|                               |                                 | 10. Adolfo I, duca di Kleve       | 20. Adolfo III, conte di Mark e Kleve   |  |  |       |  |  |                                   |  |  |                                  |  |
|                               |                                 | 10. Adolfo I, duca di Kleve       | 20. Adolfo III, conte di Mark e Kleve   |  |  |       |  |  |                                   |  |  |                                  |  |
|                               |                                 | 10. Adolfo I, duca di Kleve       | 21. Margherita di Berg                  |  |  |       |  |  |                                   |  |  |                                  |  |
| 5. Caterina di Kleve          |                                 | 10. Adolfo I, duca di Kleve       |                                         |  |  |       |  |  |                                   |  |  |                                  |  |
|                               |                                 | 11. Maria di Borgogna             | 22. Giovanni, duca di Borgogna (= 14)   |  |  |       |  |  |                                   |  |  |                                  |  |
|                               |                                 | 11. Maria di Borgogna             | 22. Giovanni, duca di Borgogna (= 14)   |  |  |       |  |  |                                   |  |  |                                  |  |
|                               |                                 | 11. Maria di Borgogna             | 23. Margherita di Baviera (= 15)        |  |  |       |  |  |                                   |  |  |                                  |  |
| 1. Carlo II, duca di Gheldria |                                 | 11. Maria di Borgogna             |                                         |  |  |       |  |  |                                   |  |  |                                  |  |
|                               | 12. Giovanni I, duca di Borbone | 24. Luigi II, duca di Borbone     |                                         |  |  |       |  |  |                                   |  |  |                                  |  |
|                               | 12. Giovanni I, duca di Borbone | 24. Luigi II, duca di Borbone     |                                         |  |  |       |  |  |                                   |  |  |                                  |  |
|                               | 12. Giovanni I, duca di Borbone | 25. Anna d'Alvernia               |                                         |  |  |       |  |  |                                   |  |  |                                  |  |
| 6. Carlo I, duca di Borbone   | 12. Giovanni I, duca di Borbone |                                   |                                         |  |  |       |  |  |                                   |  |  |                                  |  |
|                               |                                 | 13. Maria di Berry                | 26. Giovanni, duca di Berry             |  |  |       |  |  |                                   |  |  |                                  |  |
|                               |                                 | 13. Maria di Berry                | 26. Giovanni, duca di Berry             |  |  |       |  |  |                                   |  |  |                                  |  |
|                               |                                 | 13. Maria di Berry                | 27. Giovanna d'Armagnac                 |  |  |       |  |  |                                   |  |  |                                  |  |
| 3. Caterina di Borbone        |                                 | 13. Maria di Berry                |                                         |  |  |       |  |  |                                   |  |  |                                  |  |
|                               |                                 | 14. Giovanni, duca di Borgogna    | 28. Filippo II, duca di Borgogna        |  |  |       |  |  |                                   |  |  |                                  |  |
|                               |                                 | 14. Giovanni, duca di Borgogna    | 28. Filippo II, duca di Borgogna        |  |  |       |  |  |                                   |  |  |                                  |  |
|                               |                                 | 14. Giovanni, duca di Borgogna    | 29. Margherita III, contessa di Fiandra |  |  |       |  |  |                                   |  |  |                                  |  |
| 7. Agnese di Borgogna         |                                 | 14. Giovanni, duca di Borgogna    |                                         |  |  |       |  |  |                                   |  |  |                                  |  |
|                               |                                 | 15. Margherita di Baviera         | 30. Alberto I, duca di Baviera          |  |  |       |  |  |                                   |  |  |                                  |  |
|                               |                                 | 15. Margherita di Baviera         | 30. Alberto I, duca di Baviera          |  |  |       |  |  |                                   |  |  |                                  |  |
|                               |                                 | 15. Margherita di Baviera         | 31. Margherita di Brieg                 |  |  |       |  |  |                                   |  |  |                                  |  |
|                               |                                 | 15. Margherita di Baviera         |                                         |  |  |       |  |  |                                   |  |  |                                  |  |

### Fonti primarie
- (LA)  Clivia, Julia, Montia, Marchia, Ravensburgia, antiquae.

### Letteratura storiografica
- (FR)  Histoire généalogique et chronologique de la maison royale de France, tomus I.
- (FR)  #ES Histoire du Bourbonnais et des Bourbons qui l'ont possédé, Volume 1.
- (FR)  Histoire généalogique et chronologique de la maison royale de France, tomus III.
- (NL)  A. J. van der Aa, K. J. R. van Harderwijk and G. D. J. Schotel, (1862). Karel, hertog van Gelre.